# 백점얼룩상어
백점얼룩상어 (학명:Chiloscyllium plagiosum )는 길이가 1미터에 달하는 성인 크기의 수염상어이다. 작고 대부분이 야행성인 종은 인간에게 무해하다. 백점얼룩상어는 큰 가정집 수족관에서 애완용으로 키우는 경우도 있다. 최대 93센티미터(37인치)까지 자랄 수 있다.

## 생김새
몸 뒤쪽 가장자리에 볼록하게 등지느러미가 있다. 어두운 띠와 흰색 몸과 함께 보라색과 분홍색 반점의 무늬가 있다. 이들은 다른 상어와 달리 독특한 몸 색깔을 지니고 있어 식별이 간단하다. 얼룩 상어의 이빨은 크게 차별화되지 않는다. 각각의 이빨은 위쪽 턱에 26~35개, 아래쪽 턱에 21~32개의 이빨이 있는 중간 첨단과 약한 측두엽을 가지고 있다. 얼룩 상어는 일반적으로 구부러지고 움푹 들어간 가슴 지느러미에 기대어 머리와 몸통을 지탱한 채 서식지 바닥에서 휴식을 취한다. 백점얼룩상어는 이동방법뿐만 아니라 그들이 살기로 선택한 곳을 바꾸거나 영향을 줄 수 있는 매우 독특한 등지느러미를 가지고 있다.

## 분포
이 상어는 태평양의 산호초에서 발견된다. 인도네시아연안 지역과 주변 해역에서 흔히 볼 수 있지만 종의 범위는 일본에서 인도까지 확장된다. 또한 이 상어는 마다가스카르와 대만에서도 식용으로 사용된다.

## 먹이
이 상어는 밤에 먹이를 먹고 작은 물고기나 무척추동물을 먹이로 삼는다. 그들은 먹이를 잡거나 으스러뜨리기 위한 작은 이빨을 갖고 있다. 부드러운 먹이는 이빨의 끝부분으로 살을 뚫어 잡지만, 단단한 먹이를 잡을 때는 이빨이 뒤로 회전한다. 이것은 이빨 끝을 보호하고 이빨의 납작해진 앞면이 게를 부수기 위해 연속적인 판을 형성한다. 어린 상어들은 특히 우기에 성체보다 더 많은 탄소 섭취가 필요하다. 백점얼룩상어는 spadenose shark 같은 원양성 상어와 달리 저서성 포식자(해저 부근의 물고기를 먹이로 삼는다는 의미)이기 때문에 탄소원을 찾기에 유리하다. 그 사실을 포함하여, 이 종의 상어들은 다른 대부분의 상어와 같이 그들의 주둥이를 따르는 전기 수용기(ampullae of lorenzini)를 갖고 있고 그들이 모래나 진흙에 묻혀있는 먹이를 찾는 것을 돕거나 버려진 탄소 자원을 매우 효율적으로 사용하게 만든다.

## 번식
백점얼룩상어는 난생이다. 알의 길이는 대략 5인치이고 14주나 15주 후 부화한다. 새끼들은 대략 6인치 길이로 부화한다. 디트로이트의 Belle Isle Aquarium의 큐레이터 Doug Sweet는 2002년 7월에 암컷 백점얼룩상어의 알 둥지에서 어떤 분명한 수정 없이 부화했다고 보고되었다. 이것은 이 종에서 처음 보고된 단위생식의 한 예시로 보인다.

### 산란
6년 동안 수컷과 접촉이 없었던 암컷 백점얼룩상어는 미시간주 디트로이트의 Belle Isle Aquarium에서 3개의 알을 낳아 부화했다. 이 사건에 대해서 여러 이론이 있지만 확인된 것은 없다. 이 종은 터네이트 섬과 할마헤라 섬, 인도네시아 그리고 일반적으로 아시아의 구북구 지역에서 발견되고 모아졌다. 이론들 중 가장 가능성이 높은 세가지는 암컷이 수컷과 암컷의 생식기관을 모두 포함하는 것과 암컷이 오랫동안 정자를 저장하는 능력이 있거나 마지막으로는 암컷이 어떻게든 정자 없이 난자를 자극했을 것이다. 이 과정은 단위생식이라 불린다. 수컷을 멀리한 새끼들은 무성생식이 가능한 새끼를 낳았다.

## 같이 보기
- 수염상어목